# Przemysław (Vorname)
Przemysław ist ein polnischer männlicher Vorname.

## Herkunft und Bedeutung
Przemysław ist die polnische Variante des tschechischen Namens Přemysl.

## Namensträger
- Przemysław (1258–1306), Herzog von Ratibor, siehe Primislaus (Ratibor)
- Przemysław I. (1265/1271–1289), Herzog von Sprottau und Steinau, siehe Primislaus I. (Glogau-Sprottau)
- Przemysław II. (1301/1308–1331), Herzog von Glogau und Herr von Großpolen, siehe Primislaus II. (Glogau)
- Przemysław I. (1332/1336–1410), Herzog von Teschen, siehe Przemislaus I. (Teschen)
- Przemysław I. (1362/1370–1406), Herzog von Auschwitz, siehe Przemislaus I. (Teschen-Auschwitz)
- Przemysław II. (um 1420–1477), Herzog von Teschen und Glogau, siehe Przemislaus II. (Teschen)
- Przemysław III. (um 1425–1484), Herzog von Auschwitz und Herzog von Tost, siehe Przemislaus III. (Teschen-Tost)

- Przemysław Frankowski (* 1995), polnischer Fußballspieler
- Przemysław Gosiewski (1964–2010), polnischer Politiker
- Przemysław Kantyka (* 1996), polnischer Skispringer
- Przemysław Karnowski (* 1993), polnischer Basketballspieler
- Przemysław Niemiec (* 1980), polnischer Radrennfahrer
- Przemysław Odrobny (* 1985), polnischer Eishockeytorwart
- Przemysław Olszewski (1913–1972), polnischer Limnologe
- Przemysław Prusinkiewicz (* 1952), polnischer Informatiker
- Przemysław Stańczyk (* 1985), polnischer Schwimmer
- Przemysław Trytko (* 1987), polnischer Fußballtorwart
- Przemysław Tytoń (* 1987), polnischer Fußballspieler
- Przemysław Wacha  (* 1981), polnischer Badmintonspieler
- Przemysław Wipler  (* 1978), polnischer Politiker